# Laoag

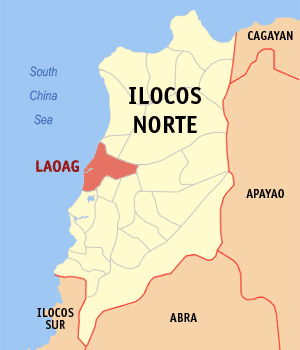
Laoag Citys läge i Norra Ilocos

Laoag City är en stad i norra Filippinerna och är administrativ huvudort för provinsen Norra Ilocos, Ilocosregionen. 111 651 invånare (folkräkning 2020).
Staden är indelad i 80 smådistrikt, barangayer, varav 49 är klassificerade som landsbygdsdistrikt och 31 som tätortsdistrikt.